# ぴょん太のあんぜんにっき
『ぴょん太のあんぜんにっき』（ぴょんたのあんぜんにっき）は、NHK教育テレビジョンで1980年4月11日から1986年3月19日まで放送されていた小学校低学年・中学年向けの学校放送（教科：安全教育）である。

## 概要
交通事故・遊具事故・水難事故など、子供たちの生活全般に関わる安全問題を総合的に取り上げていた番組。ウサギの「ぴょん太」が、お姉さん役の歴代女性出演者とのやり取りを通じてそれらを学習する模様を放送していた。

## 放送時間
いずれも日本標準時、別の時間帯での再放送あり。
| 期間                          | 放送時間                                                 |
| ----------------------------- | -------------------------------------------------------- |
| 1980年4月11日 - 1982年3月19日 | 金曜日 09:30 - 09:45                                     |
| 1982年4月3日 - 1984年3月17日  | 土曜日 09:00 - 09:15 1984年4月以降も再放送枠として使用。 |
| 1984年4月12日 - 1985年3月14日 | 木曜日 13:30 - 13:45                                     |
| 1985年4月3日 - 1986年3月19日  | 水曜日 11:15 - 11:30                                     |

## 出演者
- ぴょん太（声：野沢雅子 / 操演：田中光昭） - 元は『あんぜんきょうしつ』に出演していたキャラクター[3]。本番組に出演するにあたって着ぐるみがリファインされ、耳が長くなった。
- 浅見美那（1980年 - 1982年）
- 内田美奈子（1982年 - 1984年）
- 林枝伊子（1984年 - 1986年）

## 放送リスト

### 1980年度
| 回 | タイトル             | 初回放送日     |
| -- | -------------------- | -------------- |
| 1  | がっこうのいきかえり | 1980年04月11日 |
| 2  | しんごうき           | 1980年05月02日 |
| 3  | やすみじかん         | 1980年05月16日 |
| 4  | ぼくのじてんしゃ     | 1980年05月30日 |
| 5  | 雨の日               | 1980年06月13日 |
| 6  | みずあそび           | 1980年06月27日 |
| 7  | さあなつやすみ       | 1980年07月11日 |
| 8  | じてんしゃにのるとき | 1980年09月05日 |
| 9  | とびだしちゅうい     | 1980年09月26日 |
| 10 | えんそくのひ         | 1980年10月17日 |
| 11 | おそうじのとき       | 1980年10月31日 |
| 12 | あっじしんだ         | 1980年11月14日 |
| 13 | ふみきりちゅうい     | 1980年11月28日 |
| 14 | たのしいおかいもの   | 1980年12月12日 |
| 15 | かぜの子だあい       | 1981年01月09日 |
| 16 | 車はすぐにとまれない | 1981年01月30日 |
| 17 | 車からはみえない     | 1981年02月13日 |
| 18 | はらっぱ、ひろっぱ   | 1981年02月27日 |
| 19 | じてんしゃはともだち | 1981年03月13日 |

### 1981年度
| 回 | タイトル               | 初回放送日     |
| -- | ---------------------- | -------------- |
| 1  | どうろをわたるとき     | 1981年04月24日 |
| 2  | どうろあそび           | 1981年05月22日 |
| 3  | たのしいなつやすみ     | 1981年07月03日 |
| 4  | おかあさんとのやくそく | 1981年09月18日 |
| 5  | みんないっしょのとき   | 1981年10月02日 |
| 6  | ふみきりちゅうい       | 1981年10月30日 |
| 7  | のりものにのるとき     | 1981年11月13日 |
| 8  | ぼくはかぜの子         | 1981年12月11日 |
| 9  | あんぜんっ子あつまれ   | 1982年03月05日 |

### 1982年度
| 回 | タイトル                 | 初回放送日     |
| -- | ------------------------ | -------------- |
| 1  | がっこうのいきかえり     | 1982年04月10日 |
| 2  | どうろをわたるとき       | 1982年04月24日 |
| 3  | じてんしゃにのるとき     | 1982年05月08日 |
| 4  | みんないっしょに         | 1982年05月22日 |
| 5  | やすみじかん             | 1982年06月05日 |
| 6  | みずあそび               | 1982年06月19日 |
| 7  | さあ なつやすみ          | 1982年07月10日 |
| 8  | あっ、じしんだ           | 1982年09月04日 |
| 9  | とびだしちゅうい         | 1982年09月18日 |
| 10 | たかいたかい             | 1982年10月02日 |
| 11 | せまいばしょ             | 1982年10月16日 |
| 12 | ふみきりちゅうい         | 1982年10月30日 |
| 13 | のりものにのるとき       | 1982年11月13日 |
| 14 | はらっぱ ひろっぱ        | 1982年11月27日 |
| 15 | ふゆのひ                 | 1982年12月11日 |
| 16 | くるまはすぐにとまれない | 1983年01月22日 |
| 17 | くるまからみえない       | 1983年02月05日 |
| 18 | じてんしゃはともだち     | 1983年02月19日 |
| 19 | ぴょん太のねがい         | 1983年03月05日 |

### 1983年度
| 回 | タイトル             | 初回放送日     |
| -- | -------------------- | -------------- |
| 1  | ひなんくんれん       | 1983年09月03日 |
| 2  | どうろあそび         | 1983年09月17日 |
| 3  | たちいりきんし       | 1983年11月12日 |
| 4  | ぴょん太くん あのね… | 1984年02月25日 |

### 1984年度
| 回 | タイトル                 | 初回放送日     |
| -- | ------------------------ | -------------- |
| 1  | つうがくろ               | 1984年04月12日 |
| 2  | しんごう                 | 1984年04月26日 |
| 3  | じてんしゃにのるとき     | 1984年05月17日 |
| 4  | みんないっしょに         | 1984年05月31日 |
| 5  | やすみじかん             | 1984年06月14日 |
| 6  | みずあそび               | 1984年06月28日 |
| 7  | さあなつやすみ           | 1984年07月12日 |
| 8  | おまつりの日             | 1984年09月04日 |
| 9  | のりものにのるとき       | 1984年09月20日 |
| 10 | どうろあそび             | 1984年10月04日 |
| 11 | とびだしちゅうい         | 1984年10月18日 |
| 12 | たかい たかい            | 1984年11月01日 |
| 13 | おつかい                 | 1984年11月15日 |
| 14 | たちいりきんし           | 1984年11月29日 |
| 15 | ふゆのひ                 | 1984年12月13日 |
| 16 | くるまはすぐにとまれない | 1985年01月10日 |
| 17 | くるまからはみえない     | 1985年01月24日 |
| 18 | じてんしゃはともだち     | 1985年02月07日 |
| 19 | ぴょん太くん、あのね     | 1985年02月21日 |
| 20 | ぴょん太のねがい         | 1985年03月07日 |

### 1985年度
| 回 | タイトル     | 初回放送日     |
| -- | ------------ | -------------- |
| 1  | あそびどうぐ | 1985年09月04日 |

## 主題歌
学校放送あんぜん日記テーマ
作詞：小黒恵子、作曲：高井達雄、歌：榊原郁恵